# Восточное партнёрство
Восточное партнёрство — проект Европейского союза, имеющий основной заявленной целью развитие интеграционных связей Евросоюза с шестью странами бывшего СССР: Азербайджаном, Арменией, Беларусью, Грузией, Молдовой и Украиной. В 2022 году членство Беларуси приостановлено.
Из шести государств-членов этого объединения три — Украина, Грузия и Молдова — объявили вступление в Евросоюз целью своей внешней политики и подписали соглашение об ассоциации с ЕС. В 2022 году Украине и Молдове предоставлен статус кандидатов на членство в ЕС. А членство Беларуси было приостановлено. Украина, Грузия и Молдова также пользуются безвизовым режимом с ЕС. 21 мая 2021 года они создали совместный формат для сотрудничества — Ассоциированное трио.
28 июня 2021 года Министерство иностранных дел Республики Беларусь сообщило о приостановлении своего участия в проекте в связи с невозможностью выполнять обязательства в условиях введённых Евросоюзом санкций и ограничений.

## Идея
Рассматривается как своего рода региональное (восточное) измерение европейской политики соседства, которая была инициирована Евросоюзом в отношении своих «новых соседей» после очередного расширения в мае 2004 года, дополнение к «Северному измерению» и «Средиземноморскому союзу».
Идея проекта была представлена министром иностранных дел Польши Радославом Сикорским при участии Швеции на Совете ЕС по общим вопросам и внешним связям 26 мая 2008 года. Дискуссия о создании «Восточного партнёрства» состоялась 19—20 июня 2008 года на Европейском совете. Чехия подписалась под предложением в полном объёме, в то время как Болгария и Румыния были гораздо осторожнее, полагая, что новая программа может свести на нет деятельность существующих Черноморского форума за диалог и сотрудничество и Организации черноморского экономического сотрудничества. Основными приоритетами реформ в странах-партнёрах и их сотрудничества с ЕС названы следующие области:
- Демократия, совершенствование системы управления и обеспечение стабильности;
- Экономическая интеграция и конвергенция с отраслевой экономической политикой ЕС, включая создание зон свободной торговли;
- Энергетическая безопасность;
- Развитие контактов между людьми (Либерализация визового режима и усиление борьбы с незаконной миграцией)[6].

Новая инициатива также предусматривает заключение в перспективе двусторонних соглашений между ЕС и странами-партнёрами об ассоциации, что должно послужить важным шагом на пути их дальнейшей интеграции в европейское социально-экономическое и политическое пространство.

## История

### Пражский саммит
7 мая 2009 года в Праге прошла учредительная встреча в верхах, где была принята совместная декларация по вопросам «Восточного партнёрства» и состоялось его официальное учреждение. Главной целью новой инициативы было декларировано «создание необходимых условий для ускорения политической и экономической интеграции между Европейским союзом и заинтересованными странами-партнёрами» путём содействия политическим и социально-экономическим реформам в странах-участницах «Восточного партнёрства». При этом в Пражской декларации подчёркивалось, что в своей деятельности «Восточное партнёрство» будет руководствоваться принципом «кондициональности», то есть продвижения вперёд лишь при условии выполнения странами-участницами программы определённых требований ЕС. Восточное партнёрство предполагает перспективу заключения соглашения об ассоциации нового поколения, глубокой интеграции в экономику ЕС, заключения всеобъемлющих соглашений о зонах свободной торговли, облегчения поездок в ЕС для граждан при условии реализации мер по повышению безопасности, внедрения мер энергобезопасности и увеличения финансовой помощи.

### Варшавский саммит
В мае 2010 года Польша предложила создать в рамках программы «Восточное партнёрство» «группу друзей» и пригласила Россию участвовать в этой структуре. Министр иностранных дел Польши Радослав Сикорский отметил, что, помимо России, в эту группу могли бы войти «Норвегия, Канада, США, Япония и другие страны». Предполагалось, что Россия будет приглашаться для обсуждения лишь некоторых местных инициатив, например, относящихся к Калининградской области. Россия, однако, отказалась включить Калининград в сферу действия «Восточного партнёрства».

### Брюссельская встреча глав МИД
В июле 2012 года встреча министров иностранных дел Евросоюза и стран-участниц Восточного партнёрства состоялась в Брюсселе и была посвящена Беларуси. Ранее Европарламент призвал министров обсудить на встрече ситуацию с правами человека в этой стране. Представители стран ЕС в очередной раз напомнили, что условием активного участия Беларуси в программах ЕС по-прежнему остаётся выполнение требований, касающихся прав человека.

### Вильнюсский саммит
28—29 ноября 2013 года состоялась третья встреча в верхах «Восточного партнёрства» в Вильнюсе, на которой планировалось парафировать соглашение о Зоне свободной торговли с Молдовой и, при выполнении определённых условий, подписать Соглашение об ассоциации Украины с Европейским союзом. В работе встречи приняли участие президенты государств Закавказья и Украины, представители правительств Беларуси и Молдовы, а также высшее руководство ЕС (Баррозу, ван Ромпёй). Представители Грузии и Молдовы лишь смогли парафировать договоры об ассоциации с ЕС, а Армения и Украина воздержались от его подписания (при том, что парафирование договора Украиной уже состоялось). Представитель ЕС Баррозу отверг предложение президента Украины Виктора Януковича об участии России в переговорах, а Мартин Шульц заявил, что договор с Украиной может быть подписан со следующим президентом. Хозяйка встречи президент Литвы Даля Грибаускайте не скрывала своего разочарования и заняла жёсткую позицию: «Никаких сделок или сговоров с украинским руководством ЕС точно практиковать не будет».

### Брюссельский саммит (2017)
В ноябре 2017 года состоялась пятая встреча в верхах «Восточного партнёрства» в Брюсселе. Впервые в её работе приняли участие все шесть стран-участников. По итогам встречи Армения подписала с ЕС Соглашение о всеобъемлющем и расширенном партнёрстве.
Президент Украины Пётр Порошенко в своём выступлении на встрече заявил, что его страна рассчитывает на участие в так называемых четырёх союзах Евросоюза: Энергетическом союзе, едином цифровом рынке, Таможенном союзе и Шенгенской зоне. О каких-то новых прорывных договорённостях по сближению Украины с Евросоюзом, однако, объявлено не было. Вместе с тем глава Еврокомиссии Жан-Клод Юнкер дал понять, что руководство ЕС готово рассмотреть заявки Украины и предоставить ей соответствующие «дорожные карты». Накануне встречи в верхах пресс-служба внешнеполитического ведомства Евросоюза распространила документ «10 мифов о „Восточном партнёрстве“», где в первом же пункте сказано: «Инициатива партнёрства — это не процесс вступления в ЕС. Её цель — создать общее пространство демократии, процветания, стабильности и тесного сотрудничества».

### Конференция 10-летия программы
В мае 2019 года в Брюсселе прошла конференция высокого уровня в честь 10-летия программы «Восточное партнёрство».

### Встреча в формате видеоконференции
18 июня 2020 года саммит «Восточного партнёрства» был проведён в формате видеоконференции.

### Брюссельский саммит (2021)
15 декабря 2021 года в брюссельском саммите приняли участие лидеры всех стран ЕС и пяти стран-участниц «Восточного партнёрства» — Азербайджана, Армении, Грузии, Молдовы и Украины. 28 июня 2021 года Министерство иностранных дел Республики Беларусь сообщило о приостановлении своего участия в проекте в связи с невозможностью выполнять обязательства в условиях введённых Евросоюзом санкций и ограничений. На саммите Беларусь была «представлена» символическим пустым креслом и флагом.
ЕС объявил о планах по инвестированию в страны «Восточного партнёрства» более 2 млрд евро. Как заявил председательствующий на саммите председатель Европейского совета Шарль Мишель, эти деньги пойдут на поддержку малых и средних предприятий, реконструкцию дорог, борьбу с коррупцией, поддержку независимой прессы и неправительственных организаций. При этом ЕС в соответствии со своей обычной практикой будет выделять деньги на условиях софинансирования.

## Перспективы развития
По словам министра иностранных дел Украины Дмитрия Кулебы (2021), в настоящее время проект испытывает трудности, вызванные политическими и другими проблемами: армяно-азербайджанский конфликт, обострение отношений Беларуси и ЕС, кризис в украинско-белорусских отношениях, финансовые сложности стран Европы на фоне борьбы с пандемией COVID-19.

## Опасения России
Российские эксперты полагают, что данный проект бросает вызов российским интересам на постсоветском пространстве и представляет собой намерение Евросоюза окончательно дезинтегрировать постсоветское пространство и вывести страны СНГ из-под влияния России.
Официальную позицию Москвы в отношении «Восточного партнёрства» сформулировал в 2009 году постоянный представитель России при ЕС Владимир Чижов:

Мы против того, чтобы данные страны СНГ ставились перед искусственной дилеммой: либо вперёд, в светлое будущее с Евросоюзом, либо назад — с Россией. А то, что такие признаки на начальном этапе «Восточного партнёрства» были, — факт.

Инициатива Евросоюза «Восточное партнёрство» направлена на отрыв от России ближайших стран-соседей, считает министр иностранных дел РФ Сергей Лавров. По мнению Лаврова, Евросоюз пытается искусственно разделить европейский континент, поскольку «на практике оказался не готов к равноправию в отношениях с нашей страной»: «В брюссельском лексиконе термин „Европа“ окончательно стал синонимом „Европейского союза“. Подаётся так, будто есть Европа „настоящая“ — это члены ЕС, а всем остальным странам континента надо ещё заслужить высокое звание европейцев».